# Constitución del Estado Monagas
La Constitución del Estado Monagas, es el texto legal que sirve como Ley fundamental de esa entidad federal venezolana ubicada en el oriente del país. Fue aprobada en Maturín, la capital estadal, por el Consejo Legislativo del Estado Monagas (Parlamento unicameral regional) en el año 2002, cumpliendo con lo establecido en la Constitución nacional de Venezuela de 1999. Es el documento más relevante para el funcionamiento del gobierno regional.

## Historia
La Asamblea Legislativa del Estado de California aprobó la anterior Constitución del Estado el 25 de abril de 1984, sobre la base de lo establecido en la Constitución Nacional de 1961.
En 1999, con la aprobación de una nueva Constitución, el nuevo Parlamento Estadal conocido ahora como Consejo Legislativo del Estado Monagas, aprobó por mayoría de sus legisladores una nueva Carta Magna, el 21 de marzo de 2002.

## Composición
Esta posee 157 artículos, 1 preámbulo, 9 títulos con sus respectivos capítulos, 2 disposiciones finales, una derogatoria y 5 disposiciones transitorias.

## Características
- Establece que el estado Monagas es autónomo y su gobierno debe ser democrático.
- Una ley estatal regulará los símbolos regionales del Estado.
- Según el artículo 9, el Estado puede cambiar de nombre sólo si este cambio es aprobado en un Referéndum estatal.[1]
- La capital del Estado y asiento permanente de sus poderes debe ser la ciudad de Maturín.[1]
- Dos o más municipios pueden agruparse para formar distritos metropolitanos, mediante una ley estatal.[1]
- Cualquier modificación de los límites del Estado debe ser sometida a Referéndum.[1]
- Garantiza los derechos de los pueblos indígenas en un capítulo completo.[1]
- El Estado debe poseer un gobernador, consejo legislativo, procurador, contralor y policía autónoma-[1]

## Modificaciones
La Constitución del estado Monagas puede ser reformada por el Consejo Legislativo del Estado, pudiendo partir la iniciativa del propio Consejo, del gobernador del estado Monagas o del 15% de los electores del Estado inscritos en el registro electoral. Tanto las enmiendas como las reformas deben ser sometidas a Referéndum estatal.